# Universidad Nacional de Incheon
Universidad Nacional de Incheon es una universidad nacional operada por el gobierno de Corea del Sur. La universidad tiene 65 departamentos académicos y programas están organizados en 11 colegios y escuelas.
Fundada el 27 de noviembre de 1984, la Escuela de Graduados en la actualidad incluye 35 maestrías y 28 programas de doctorado.

## Instituto de Confucio
En Corea, el gobierno Chino ha seleccionado a la Universidad Nacional de Incheon y le ha dado apoyo en el establecimiento de un Instituto Confucio. El plan de estudios de educación recibe la orientación académica del Ministerio de Educación Chino.

## INU Holdings
INU Holdings es una compañía de tecnología de las explotaciones que se ocupa de las tecnologías desarrolladas por los estudiantes y profesores de la Universidad Nacional de Incheon. Hasta el momento, INU Holdings es la sexta compañía de posesiones de tecnología de una universidad en Corea. Fue inaugurado el año pasado y hasta ahora ha establecido 3 empresas filiales. Tiene una fuerte cooperación con la IACF.